# Crise dos reféns do teatro de Dubrovka
A crise dos reféns no teatro Dubrovka, em Moscou, refere-se à tomada do teatro, lotado, por 42 guerrilheiros separatistas chechenos, em 23 de outubro de 2002. O episódio envolveu a tomada de 850 reféns e terminou com a morte de pelo menos 170 pessoas. Os chechenos, liderados por Movsar Barayev, reivindicaram lealdade ao Movimento Separatista Islâmico da Chechênia  e exigiram a retirada das forças russas da Chechênia, bem como o fim da Segunda Guerra Chechena.
Devido à estrutura do teatro, as forças especiais teriam que lutar por 30 metros de corredor e atacar uma escada bem defendida antes que pudessem chegar ao salão em que os reféns eram mantidos. Os agressores possuíam vários explosivos, sendo que os mais poderosos estavam no centro do auditório. Após o assassinato de duas reféns em dois dias e meio, os grupos de elite da Spetsnaz do Serviço Federal de Segurança (SFS) Alpha e Vympel, apoiadas por uma unidade SOBR do Ministério de Assuntos Internos da Rússia (MVD), bombearam um agente químico não revelado no sistema de ventilação do edifício e iniciaram a operação de resgate.
Todos os 40 insurgentes foram mortos e até 204 reféns morreram durante o cerco, incluindo nove estrangeiros, devido ao envenenamento pelo gás usado pelas forças russas. Todos, exceto dois dos reféns que morreram durante o cerco, foram mortos pela substância tóxica bombeada para o teatro para subjugar os insurgentes. A identidade do gás nunca foi divulgada, embora se acredite que alguns tenham sido um derivado do fentanil, como o carfentanil.

## O atentado
Durante a apresentação do espetáculo musical Nord-Ost ("Norte-Leste" em alemão), 42 militantes chechenos armados ocuparam o teatro lotado, anunciando pertencer ao movimento separatista da Chechênia, e tomaram as 850 pessoas presentes como reféns. Em troca da libertação dessas pessoas, exigiram a retirada das forças russas da Chechênia, bem como o fim da Segunda Guerra da Chechênia. Oficialmente, a ação foi liderada por Movsar Barayev, de 23 anos.
Depois de mais de dois dias de ocupação do teatro, as forças especiais russianas (Spetsnaz) bombearam um gás tóxico desconhecido através do sistema de ventilação do edifício e começaram a invasão. Oficialmente, 39 dos sequestradores foram mortos pelas forças russas, além de pelo menos 129 reféns (incluindo nove estrangeiros), sendo que algumas estimativas referem-se a mais de 200.
Quase todos os reféns que morreram durante a ocupação foram mortos pela substância tóxica bombeada para dentro do teatro. Poucos morreram em consequência de ferimentos por arma de fogo.
O uso do gás foi amplamente condenado. Os médicos de Moscou também condenaram o segredo acerca da natureza da substância, pois, se ela fosse conhecida, eles poderiam administrar um antídoto específico e salvar mais vidas. Vários reféns morreram a caminho do hospital ou logo que chegaram.

## Vítimas

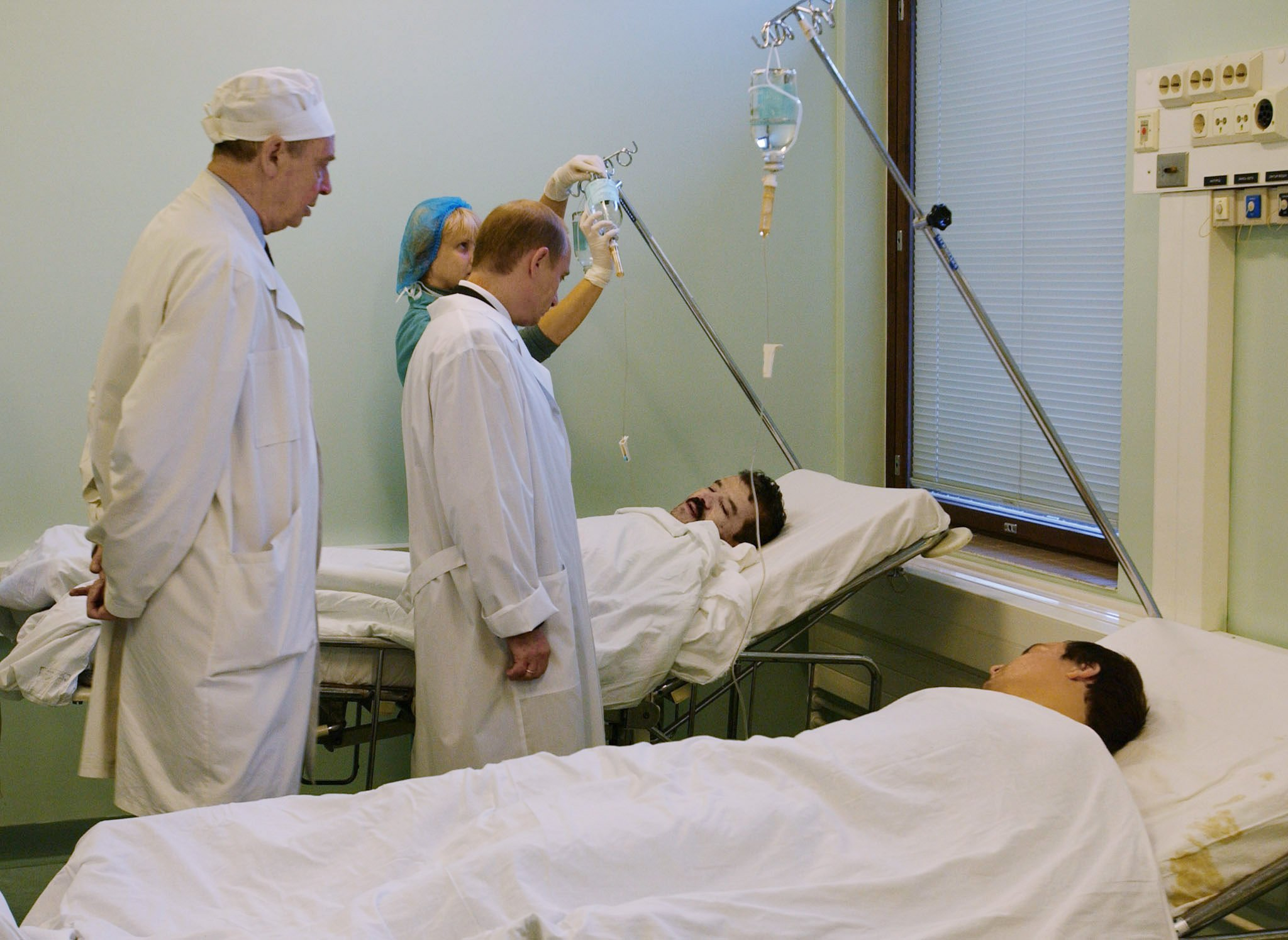
O presidente Vladimir Putin visita o Instituto de Medicina de Emergência Sklifosovsky para se encontrar com reféns resgatados do teatro Dubrovka.

O número de vítimas estimadas varia significativamente porque muitos reféns permaneceram desaparecidos e não foram incluídos na lista oficial. Algumas estimativas colocam o número de civis mortos em mais de 200, com 204 nomes em uma lista ou até 300, incluindo pessoas que morreram em um ano após o cerco por consequências do gás venenoso. Alguns ex-reféns e parentes das vítimas alegam que o número de mortos pelo agente químico está sendo mantido em segredo. Segundo números oficiais, 40 terroristas e cerca de 130 reféns morreram durante o ataque ou nos dias seguintes.
O doutor Andrei Seltsovsky, presidente do comitê de saúde de Moscou, anunciou que todos, exceto um dos reféns mortos no ataque, morreram mais pelos efeitos do gás desconhecido do que por ferimentos a bala. A causa da morte listada para todos os reféns foi declarada "terrorismo", alegando que eles morreram de ataques cardíacos ou outras doenças físicas. Entre as mortes, 17 eram membros do elenco do espetáculo Nord-Ost, incluindo dois atores mirins.
Dos estrangeiros, três eram da Ucrânia e os outros eram cidadãos da Áustria, Armênia, Bielorrússia, Cazaquistão, Países Baixos e Estados Unidos. Cerca de 700 reféns sobreviventes foram envenenados por gás e alguns deles sofreram ferimentos que resultaram em incapacidades de segunda e terceira classe (pelo sistema russo/ex-soviético de classificação de incapacidades; indicam gravidade média e máxima e debilitação). Vários agentes das forças especiais russas também foram envenenados pelo gás durante a operação. De acordo com o testemunho do prof. A. Vorobiev, diretor do Centro de Bacteriologia Acadêmica da Rússia, a maioria, se não todas, as mortes foram causadas por asfixia quando os reféns desabaram em cadeiras com a cabeça para trás ou foram transportados e deixados deitados de bruços por equipes de resgate; nessa posição, o prolapso da língua causa obstrução da respiração.

## Responsáveis
O grupo militante radical checheno, o Regimento Islâmico para Propósitos Especiais (SPIR), conduziu a operação. O grupo foi liderado por Movsar Barayev. O comandante militar Shamil Basayev postou em seu site uma declaração reivindicando a responsabilidade final pelo incidente, renunciando a todas as posições oficiais dentro do governo checheno e prometendo novos ataques. Ele também pediu desculpas ao presidente eleito da Chechênia e ao líder separatista Aslan Maskhadov por não o informar sobre o planejamento do ataque e pediu perdão. Basayev defendeu a tomada de reféns por dar a "todos os russos uma visão em primeira mão de todos os encantos da guerra desencadeada pela Rússia e levá-la de volta à sua origem" e disse que seu próximo "objetivo principal será destruir o inimigo e exigir dano máximo" e "da próxima vez, quem vier não fará nenhuma exigência, não fará reféns". Uma série de atentados suicidas contra alvos civis na Rússia se seguiu em 2003 e 2004.
O governo russo alegou que conversas telefônicas com grampos provam que Maskhadov sabia dos planos antecipadamente, o que ele negou. Aslan Maskhadov e seus representantes no Ocidente condenaram o ataque, que eles disseram não ter nada a ver com a política oficial. Maskhadov disse que se sentia responsável por "quem recorreu ao autossacrifício em desespero", mas também disse que as "políticas bárbaras e desumanas" da liderança russa deveriam culpar e criticar o assalto ao teatro. Ele se ofereceu para iniciar negociações de paz incondicionais com o governo russo para encontrar uma solução política para o conflito na Chechênia.
O cerco foi visto como um desastre de relações públicas para Maskhadov, e seus comandantes de campo islâmicos mais radicais se beneficiaram correspondentemente. Alguns comentaristas sugeriram que Movladi Udugov estava no comando nos bastidores. O especialista militar russo Pavel Felgenhauer sugeriu que o objetivo dos líderes extremistas parecia ter sido provocar as forças do governo russo "para matar russos étnicos em Moscou em larga escala", o que aconteceu. Segundo o relatório dos investigadores russos, Zura Barayeva, viúva de Arbi Barayev, liderou as integrantes do grupo, enquanto um homem conhecido como Yasir, identificado por seus documentos como Idris Alkhazurov, era o "ideólogo" do grupo para ser treinado na Arábia Saudita. As autoridades russas disseram que os militantes chechenos receberam financiamento de grupos baseados na Turquia e que interceptaram telefonemas dos captores para embaixadas não identificadas em Moscou, bem como para a Turquia e os Emirados Árabes Unidos.

## Consequências
Os ataques levaram o governo de Vladimir Putin a apertar o controle russo sobre a Chechênia. Em 28 de outubro, dois dias após a crise, ele anunciou que "medidas adequadas à ameaça" não especificadas seriam adotadas em resposta a atividades terroristas, com relatos de 30 combatentes mortos perto da capital chechena, Grozny. O Ministério da Defesa da Rússia cancelou planos para reduzir a presença de 80 mil tropas na pequena república separatista.
No início de novembro, o ministro da Defesa, Sergei Ivanov, anunciou que as forças russas haviam lançado operações em larga escala contra separatistas em toda a Chechênia. As ações dos militares causaram uma nova onda de refugiados, de acordo com o oficial checheno pró-Moscou e o negociador de crises de reféns Aslanbek Aslakhanov.
Em 29 de maio de 2008, o Tribunal Europeu de Direitos Humanos (TEDH) condenou por unanimidade a Rússia por desaparecimentos forçados em cinco casos da Chechênia, incluindo o desaparecimento de duas jovens mulheres em Ulus-Kert (a promotoria declarou inicialmente à mídia que Aminat Dugayeva e Kurbika Zinabdiyeva haviam sido presas por suspeita de envolvimento com o cerco de Moscou).
A oferta incondicional do presidente Maskhadov para negociações de paz com a Rússia foi rapidamente rejeitada e o ministro das Relações Exteriores da Rússia, Sergei Lavrov, comparou esses apelos com a sugestão de que a Europa deveria conduzir conversações com o ex-líder da Al-Qaeda, Osama bin Laden. A Rússia também acusou Akhmed Zakayev de envolvimento no ataque. Quando ele visitou a Dinamarca para um congresso de paz em outubro de 2002 (o evento do Congresso Mundial da Chechênia em Copenhague), os russos exigiram sua prisão e extradição; Zakayev ficou preso por mais de um mês, mas foi libertado depois que as autoridades dinamarquesas declararam que não estavam convencidas de que foram fornecidas provas suficientes. O Kremlin também acusou as autoridades dinamarquesas de "solidariedade com terroristas", permitindo que a reunião de cerca de 100 chechenos, ativistas russos de direitos humanos e legisladores da Rússia e de outros países europeus para discutir maneiras de acabar com o conflito.
No início de novembro, a Duma russa aprovou uma ampla variedade de legislação antiterrorista, que abrange desde extensas restrições à cobertura da mídia de incidentes relacionados ao terrorismo, até enterros secretos para terroristas mortos (um parlamentar chegou a sugerir envolver cadáveres de terroristas em pele de porco e outra sugeriram "transportá-los pela cidade com as pernas balançando"). A nova lei restringiu severamente as denúncias da mídia sobre operações antiterroristas, proibindo a publicação ou transmissão de "qualquer declaração que impeça uma operação de romper tal cerco ou tente justificar os objetivos dos sequestradores". Essas novas políticas provocaram temores renovados na Rússia de que Putin assumisse sistematicamente o controle de toda a mídia.
Em 2003, a Human Rights Watch relatou que os chechenos em Moscou foram submetidos a um aumento de assédio policial após a crise dos reféns. Os chechenos de Moscou aumentaram em número de cerca de 20 mil no período soviético para cerca de 80 mil em 2002.
Muitos na imprensa russa e na mídia internacional alertaram que a morte de tantos reféns na operação de resgate das forças especiais prejudicaria gravemente a popularidade do presidente Putin. Esta previsão supostamente estava errada. Logo após o cerco, o presidente russo obteve índices recordes de aprovação pública; em dezembro de 2002, 83% dos russos declararam-se satisfeitos com o domínio de Putin e com o manejo do cerco.

## Reação internacional
Nas Nações Unidas, ao dotar por unanimidade a Resolução 1 440 (2002), o Conselho de Segurança condenou o ato "hediondo" e exigiu a libertação imediata e incondicional de todos os reféns. O Conselho também exigiu a libertação imediata e incondicional de todos os reféns desse ato terrorista e expressou a mais profunda simpatia e condolências ao povo e ao governo da Federação Russa e às vítimas do ataque terrorista e suas famílias. Além disso, o Conselho instou todos os Estados a cooperarem com as autoridades da Federação Russa em seus esforços para encontrar e levar à justiça os autores, organizadores e patrocinadores desse ataque terrorista.
Em um comunicado lido na televisão estatal, o então presidente do Iraque, Saddam Hussein, disse que a tomada de reféns acabaria por beneficiar os Estados Unidos e Israel ao minar o Islã: "Não é prudente que os chechenos percam a simpatia da Rússia e do povo russo. O tirano da nossa época é o sionismo e a América, e não a Rússia, a China ou a Índia".